# 昏舟蛾属
昏舟蛾属（学名：Betashachia）是舟蛾科蚁舟蛾亚科下的一个属。

## 下属物种
本属包括以下物种：
- 显昏舟蛾 Betashachia angustipennis Matsumura, 1925